# Лагунілья
Лагунілья (ісп. Lagunilla) — муніципалітет в Іспанії, у складі автономної спільноти Кастилія-і-Леон, у провінції Саламанка. Населення — 544 особи (2010).
Муніципалітет розташований на відстані близько 190 км на захід від Мадрида, 75 км на південь від Саламанки.

## Демографія
Динаміка населення (INE ):

## Галерея зображень

Ubicación del término municipal en la provinia de Salamanca

## Зовнішні посилання
- Офіційна вебсторінка муніципальної ради [Архівовано 23 червня 2022 у Wayback Machine.]
- Провінційна рада Саламанки: індекс муніципалітетів [Архівовано 23 квітня 2009 у Wayback Machine.]
- Посилання на Google Maps